# تفاح زومي
تفاح زومي (الاسم العلمي:Malus zumi) هو نوع من النباتات يتبع جنس التفاح من الفصيلة الوردية.